# Fachada de Azabachería

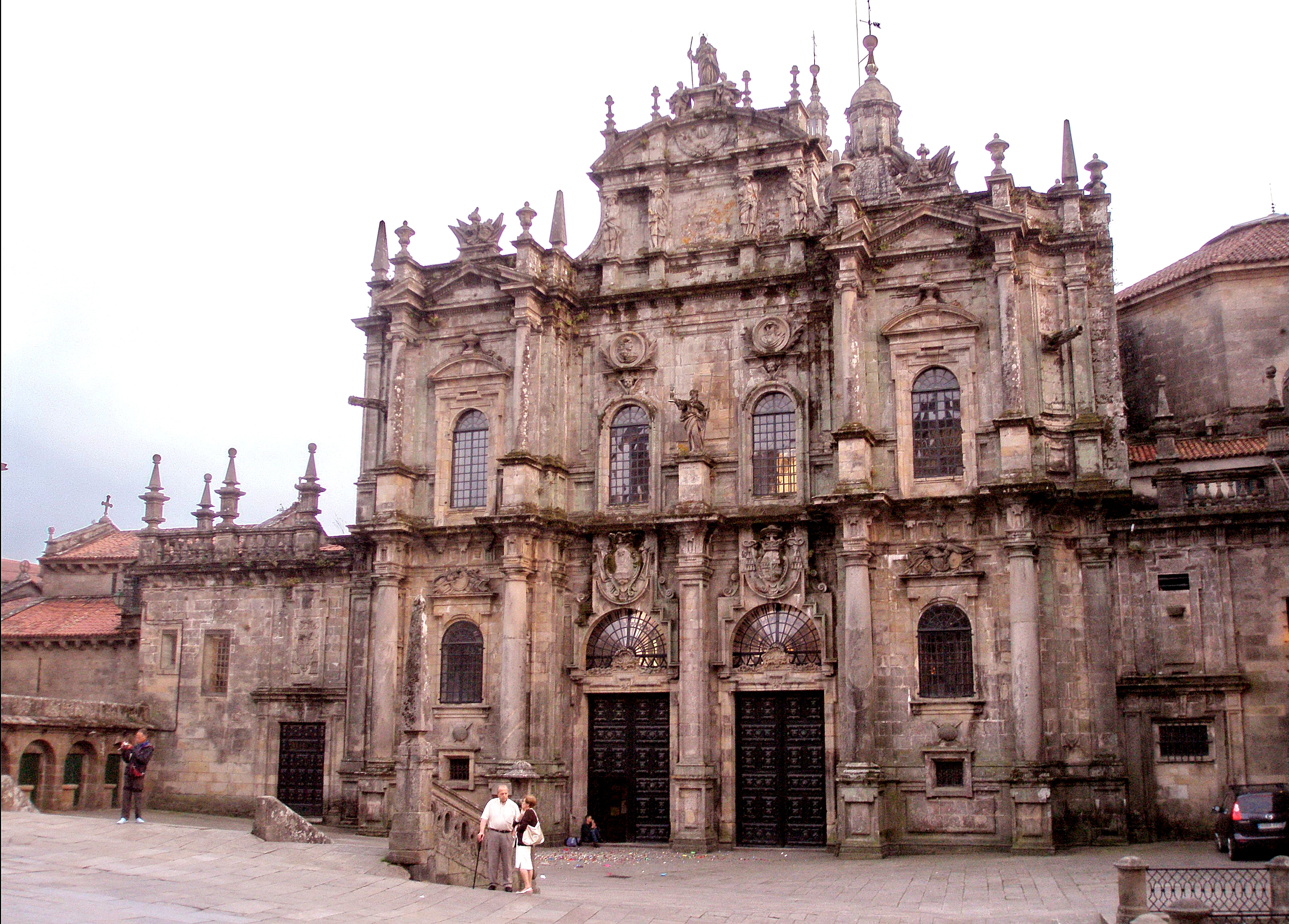
Fachada de Acibecharía.

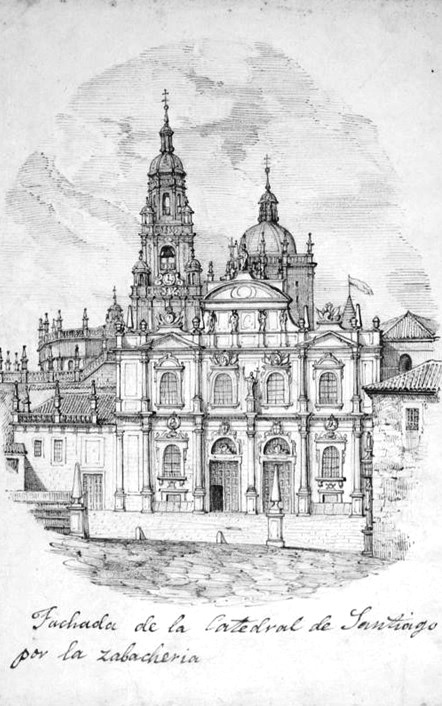
Dibujado por Ramón Gil Rey.

La fachada de la Acibecharía es la fachada norte de la catedral de Santiago y fue construida por Lucas Ferro Caaveiro, en sustitución de la anterior románica llamada Paraíso, que había sido construida por Mestre Bernardo en 1122. Es el acceso a la catedral de los peregrinos que siguen el camino francés, primitivo e inglés a través de la Porta Francíxena.
Debe su nombre al gremio de artesanos de Azabache, que trabajaban en la calle que accede a la plaza frente a la que se abre la fachada, hoy llamada plaza de la Inmaculada.

## Fachada románica
La portada románica había sido construida en 1122 por Bernardo, maestro de obras de la catedral, pero gran parte de las esculturas que la componían se atribuyen al Maestro Esteban, autor también de algunas esculturas en Praterías. Alejandro Barral describe así el estilo del maestro Estevo: "Son figuras vigorosas, con rostros de pómulos hinchados, ojos saltones y labios gruesos, con el pelo en guedellas onduladas. La cuidada anatomía se transparenta bajo la ropa convencional, paralelamente a la U". -pliegues, como firma del maestro".  En el Códice Calixtino se da una descripción detallada portada románica.

"Sobre la columna adosada al muro, que separa los dos pórticos del exterior, está el Señor sentado en un trono majestuoso, impartiendo la bendición con la mano derecha y un libro en la izquierda. Rodeando el trono, como para sostenerlo, aparecen los cuatro evangelistas. A su derecha está representado el paraíso, donde reaparece el Señor reprendiendo a Adán y Eva por su pecado; a la izquierda, en otra representación, expulsándolos del paraíso. Allí mismo, a su alrededor, están representadas innumerables imágenes de santos, bestias, hombres, ángeles, mujeres, flores y otras criaturas, de las cuales no podemos hacer una descripción de su significado y calidad, debido a su gran número. Nembergante, encima de la puerta de la izquierda, según entramos en la catedral, es decir, en el tímpano, está tallada la Anunciación de la Santísima Virgen María. Allí también aparece el Ángel Gabriel hablándole. A la izquierda de la entrada lateral, encima de las puertas, están tallados los meses del año y muchas otras hermosas representaciones de la izquierda, que siempre miran hacia la puerta, como si estuvieran mirando. entran a la catedral.
En la puerta de la izquierda está Pedro a la derecha, y Pablo a la izquierda. Y en la puerta de la derecha está el apóstol Juan del lado derecho, y Santiago del lado izquierdo. Además, encima de cada una de las cabezas de los apóstoles, hay cabezas de buey talladas que sobresalen de los dinteles.".
Guía do peregrino, pp. 132-133.

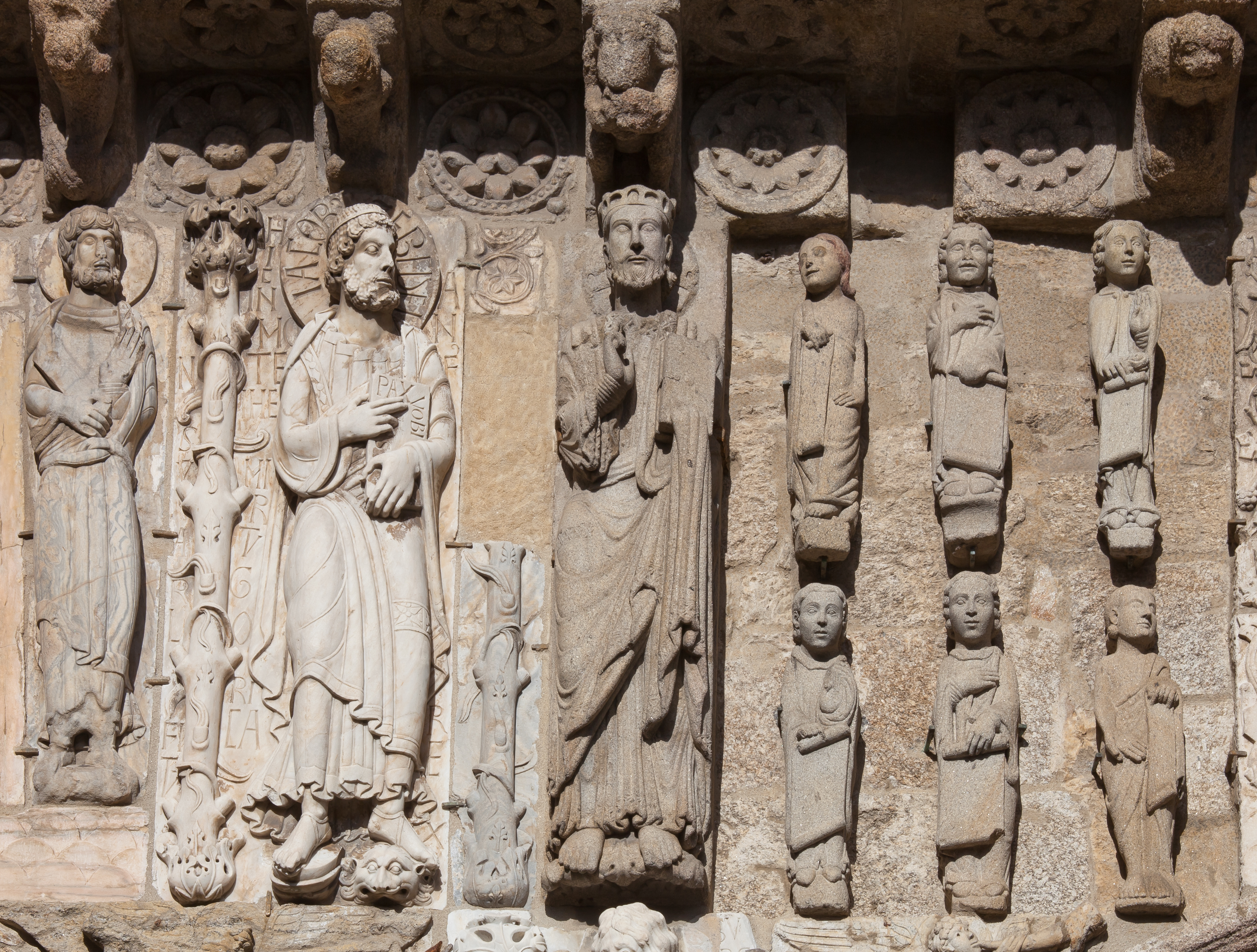
Cristo en majestad, hoy en Pratarias.

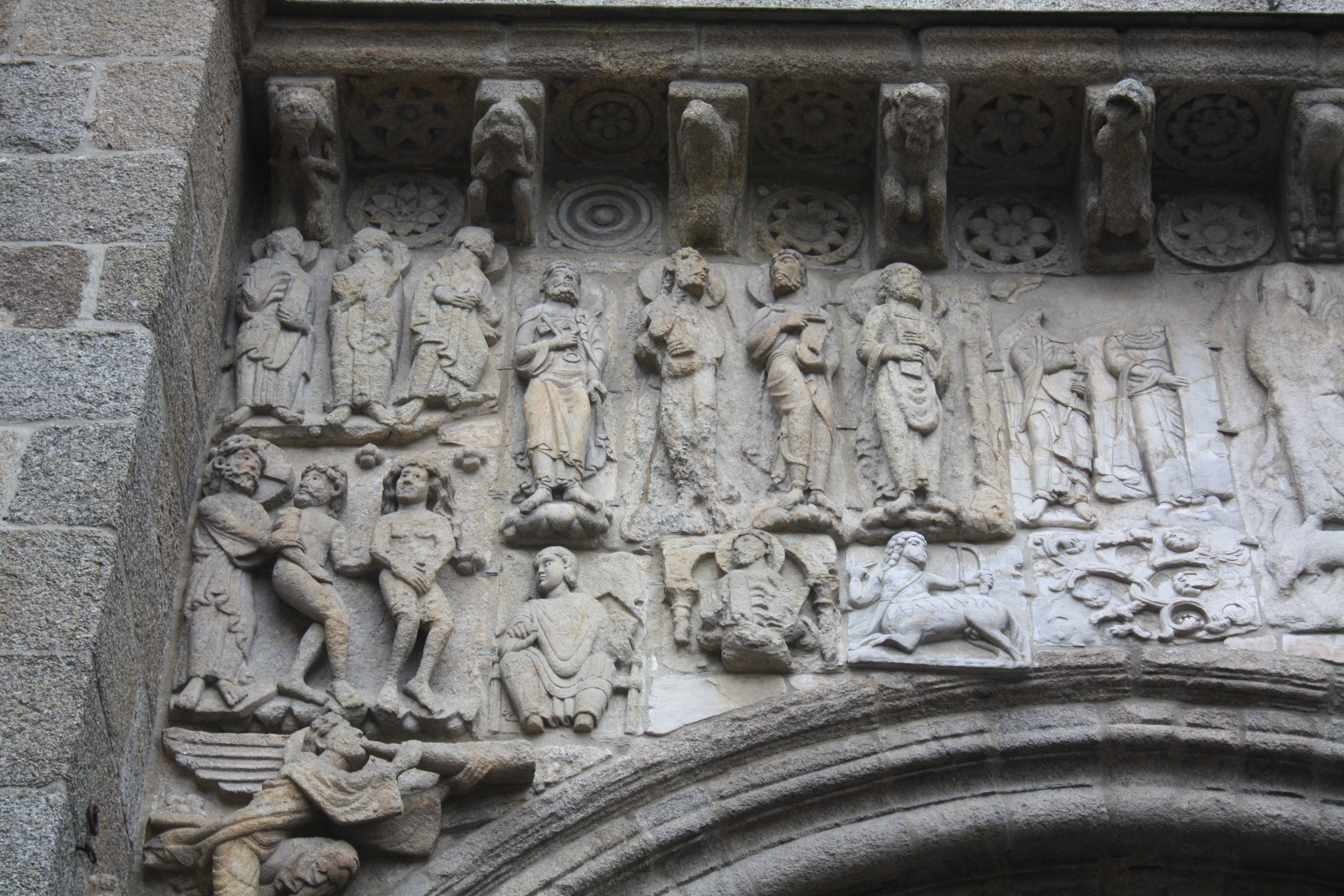
Detalle del tímpano izquierdo del Pórtico das Pratarías. A la izquierda, el relieve de la Expulsión del Paraíso; en el centro, el símbolo de Sagitario.

La fachada original tuvo que ser derribada tras sufrir un incendio en 1758. Tras la restauración, muchas de las esculturas fueron trasladadas a otras zonas de la catedral, especialmente en la fachada de Pratarías, y otras pasaron a formar parte de la colección del Museo Catedralicio. Lamentablemente otros han desaparecido o no están identificados.
Entre las imágenes identificadas que se pueden contemplar hoy en el pórtico de Praterías se encuentran el Cristo en majestad y el símbolo del evangelista Mateo, la Expulsión del Paraíso, el Sacrificio de Isaac, Mujer con cachorro de león, Joven montado en un gallo, el Mes de febrero, Sagitario y Piscis. El Museo Catedralicio conserva el relieve de la Reconvención de Adán y Eva, Mes de febrero y Mujer con un racimo de uvas, así como una figura sentada cuyo estado de conservación no permite relacionarla con la descripción del Códice Calixtino. La Reconvención de Adán y Eva fue identificada por Antonio López Ferreiro hacia 1900 en una casa particular de Santiago. Posteriormente pasó a la colección Blanco-Cicerón y, con el tiempo, quedó depositada en el Museo. El relieve del Mes de febrero fue identificado por Serafín Moralejo hacia 1961, quien relacionó la referencia del Código a los meses del año con representaciones de trabajos y actividades propias de cada mes; este relieve representa una figura sentada, calentándose junto al fuego.

### Elfondo mirabilis
En la plaza frente a la Acibecharía había una gran fuente, la Fons mirabilis, construida por el maestro Bernardo para recibir a los peregrinos que llegaban a la catedral por la Porta Francíxena. Esta fuente fue trasladada al claustro de la catedral cuando se construyó la fachada actual.

"Al final de las escaleras de este atrio [de la puerta Francíxena] hay una fuente admirable que no tiene igual en el mundo. Esta fuente se asienta sobre tres escalones de piedra, que sostienen un hermoso cuenco de piedra, circular y cóncavo, [...] En su centro se alza una columna de bronce, de espesor inferior, heptagonal y de altura proporcionada. De su extremo emergen cuatro leones, de los que brotan de sus bocas cuatro chorros de agua para refrescar a los peregrinos de Santiago y a los habitantes de la ciudad. [...] Sobre la columna de bronce, bajo las garras de los leones, está grabado, por todas partes, en dos líneas, este texto: 'Yo Bernardo, tesorero de Santiago, hice este conducto de agua y realicé esta obra para el remedio de mi alma y la de mis padres, al tercer día de los idus de abril de MCLX'" [11 de abril de 1122]
Guía do peregrino, p. 129

## Fachada barroca
La nueva fachada fue diseñada en estilo barroco por Lucas Ferro Caaveiro, quien inició las obras y completó el primer y segundo cuerpo. Con esta obra, Ferro Caaveiro buscó uniformar la plaza y darle a la fachada de la catedral el esplendor de la fachada del monasterio de San Martiño Pinario, situada al frente, al tiempo que ampliaba el Palacio Episcopal, al noroeste de la catedral.
Cuando presentó el proyecto para el remate de la fachada en 1762, el alcalde no lo aceptó y solicitó un nuevo proyecto a Ventura Rodríguez, proyecto que fue presentado en 1765 con la recomendación de que las obras fueran dirigidas por Domingo Lois Monteagudo. Éste, junto con Clemente Fernández Sarela, terminó la fachada en 1769, en estilo neoclásico, aunque conserva algunos rasgos barrocos.
Lois Monteagudo modifica el segundo cuerpo e introduce dos medallones con efigies de los reyes y, en el centro, la estatua de la Fe, obra de Xosé Gambino. Y añade un tercer cuerpo con frontón central curvo sostenido por atlantes y, encima, una estatua de Santiago Peregrino, del siglo XVIII, con dos reyes a sus pies en posición de oración: Alfonso III y Ordoño II; todas son obras de Máximo Salazar.

## Restauración

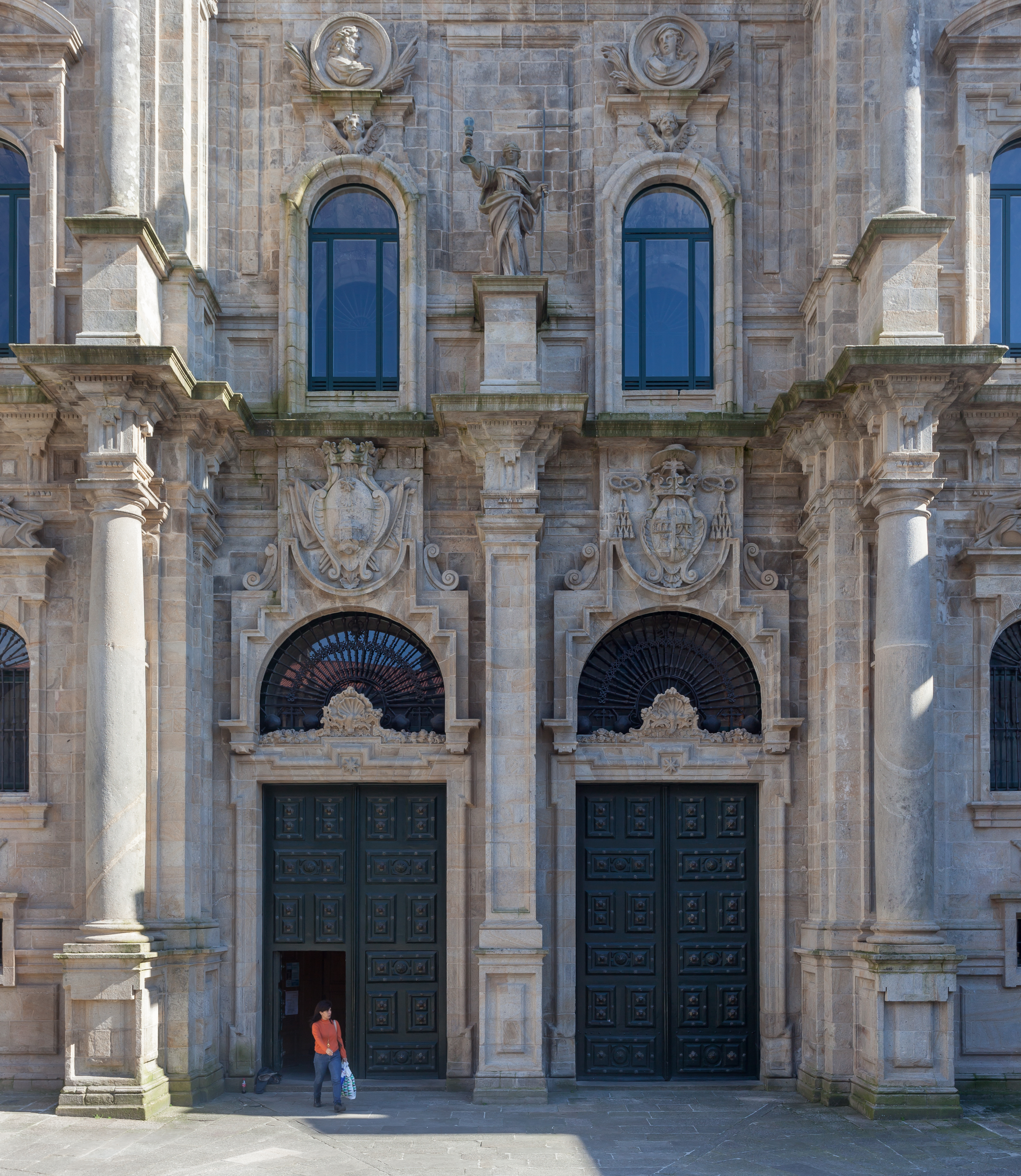

El Plan Director de la Catedral de Santiago, elaborado en 2010 por el Ministerio de Cultura y el Cabildo Catedralicio, ponía de relieve la situación de numerosos elementos en todos los edificios y estructuras de la catedral que requerían una limpieza o restauración más o menos urgente.
El plan de restauración se inició por la fachada de la Acibecharía, donde se habían detectado grietas, hierros oxidados, abundante vegetación en las juntas de las piedras, humedades, etc., que estaban afectando gravemente a la piedra. Las obras finalizaron en octubre de 2011. Se buscó recuperar, en la medida de lo posible, la imagen original de la fachada, para lo que se llevó a cabo una limpieza general de la fachada, eliminando líquenes y plantas, así como concreciones calcáreas, y, posteriormente, se trabajaron en la reconstrucción de las zonas perdidas. fragmentos de cornisas y aleros e incluso en obras escultóricas, pegar partes fisuradas, retirar abrazaderas de hierro oxidadas o rotas y velar por la correcta evacuación del agua de lluvia. Finalmente se sustituyeron las ventanas de madera y se restauraron las rejas exteriores y portones de entrada.